# باليزو
باليزو هي مدينة فرنسية تقع 18 كم جنوب باريس في مقاطعة الإيسون في منطقة ايل دي فرانس(île de France) وهي المدينة الرئيسة في محافظة وكانتون باليزو.

## توأمة
لباليزو اتفاقيات توأمة مع كل من:
- دورا
- أونا (ألمانيا)